# Papelón (khu tự quản)
Papelón là một khu tự quản thuộc bang Portuguesa, Venezuela. Thủ phủ của khu tự quản Papelón đóng tại Papelón. Khự tự quản Papelón có diện tích 2203 km2, dân số theo điều tra dân số ngày 21 tháng 10 năm 2001 là 13090 người.